# Agave gigantensis
Agave gigantensis är en sparrisväxtart som beskrevs av Howard Scott Gentry. Agave gigantensis ingår i släktet Agave och familjen sparrisväxter. Inga underarter finns listade i Catalogue of Life.